# Ladies Open Lausanne 2023
Ladies Open Lausanne 2023 byl tenisový turnaj na ženském profesionálním okruhu WTA Tour hraný v Tennis Clubu Stade-Lausanne. Jubilejní třicátý ročník Swiss Open probíhal mezi 24. až 30. červencem 2023 ve švýcarském Lausanne jako na otevřených antukových dvorcích.  
Turnaj dotovaný 259 303 dolary se řadil do kategorie WTA 250. Nejvýše nasazenou singlistkou se po odstoupení Beguové stala čtyřicátá druhá tenistka světa Elisabetta Cocciarettová z Itálie. Jako poslední přímá účastnice do hlavní soutěže nastoupila 117. hráčka žebříčku Aliona Bolsovová ze Španělska.
V důsledku invaze Ruska na Ukrajinu na konci února 2022 řídící organizace tenisu ATP, WTA a ITF s grandslamy rozhodly, že ruští a běloruští tenisté mohli dále na okruzích startovat, ale do odvolání nikoli pod vlajkami Ruska a Běloruska.
První titul na okruhu WTA Tour vybojovala 22letá Elisabetta Cocciarettová, která ovládla dvouhru. Poprvé se posunula do elitní světové třicítky, jíž uzavírala. Čtyřhru ovládl maďarsko-francouzský pár Anna Bondárová a Diane Parryová, jehož členky získaly první společnou trofej.

## Rozdělení bodů a finančních odměn

### Rozdělení bodů
| Soutěž  | Soutěž      | vítězky | finalistky | semifinalistky | čtvrtfinalistky | 16 v kole | 32 v kole | Q1 |
| ------- | ----------- | ------- | ---------- | -------------- | --------------- | --------- | --------- | -- |
| dvouhra | [ 1 ] [ 6 ] | 280     | 180        | 110            | 60              | 30        | 1         | 1  |
| čtyřhra | [ 7 ]       | 280     | 180        | 110            | 60              | 1         | —         | —  |

### Finanční odměny
| Soutěž                                | Soutěž      | vítězky  | finalistky | semifinalistky | čtvrtfinalistky | 16 v kole | 32 v kole | Q1      |
| ------------------------------------- | ----------- | -------- | ---------- | -------------- | --------------- | --------- | --------- | ------- |
| dvouhra                               | [ 1 ] [ 6 ] | 34 228 $ | 20 226 $   | 11 275 $       | 6 418 $         | 4 770 $   | 3 515 $   | 2 590 $ |
| čtyřhra                               | [ 7 ]       | 12 477 $ | 7 000 $    | 4 020 $        | 2 400 $         | 1 848 $   | —         | —       |
| částky ve čtyřhře jsou uváděny na pár |             |          |            |                |                 |           |           |         |

## Ženská dvouhra

### Nasazení
| Stát                             | Hráčka                   | WTA | Nasazení |
| -------------------------------- | ------------------------ | --- | -------- |
| Rumunsko                         | Irina-Camelia Beguová    | 31. | 1.       |
| Itálie                           | Elisabetta Cocciarettová | 42. | 2.       |
| Rumunsko                         | Ana Bogdanová            | 49. | 3.       |
| Itálie                           | Lucia Bronzettiová       | 53  | 4        |
| USA                              | Emma Navarrová           | 57. | 5.       |
|                                  | Mirra Andrejevová        | 65. | 6.       |
| Francie                          | Alizé Cornetová          | 68. | 7.       |
|                                  | Elina Avanesjanová       | 69. | 8.       |
| Francie                          | Diane Parryová           | 82. | 9.       |
| Žebříček WTA k 17. červenci 2023 |                          |     |          |

### Jiné formy účasti
Následující hráčky obdržely divokou kartu do hlavní soutěže:
- Susan Bandecchiová
- Fiona Ferrová
- Céline Naefová

Následující hráčky nastoupila pod žebříčkovou ochranou: 
- Jevgenija Rodinová
- Patricia Maria Țigová

Následující hráčky postoupily z kvalifikace:
- Valentini Grammatikopoulou
- Dalila Jakupovićová
- Réka Luca Janiová
- Chloé Paquetová

Následující hráčka postoupila z kvalifikace jako šťastná poražená: 
- Jenny Dürstová

### Odhlášení
před zahájením turnaje
- Irina-Camelia Beguová → nahradila ji  Dajana Jastremská
- Belinda Bencicová → nahradila ji  Léolia Jeanjeanová
- Kateryna Baindlová → nahradila ji  Julia Rierová
- Sara Erraniová → nahradila ji  Jenny Dürstová
- Sofia Keninová → nahradila ji  Jil Teichmannová
- Ashlyn Kruegerová → nahradila ji  Viktorija Golubicová

## Ženská čtyřhra

### Nasazení
| Stát                                                                            | Hráčka           | Stát      | Hráčka                  | WTA  | Nasazení |
| ------------------------------------------------------------------------------- | ---------------- | --------- | ----------------------- | ---- | -------- |
|                                                                                 | Jana Sizikovová  | Belgie    | Kimberley Zimmermannová | 103. | 1.       |
| Japonsko                                                                        | Eri Hozumiová    |           | Irina Chromačovová      | 145. | 2.       |
| Maďarsko                                                                        | Anna Bondárová   | Francie   | Diane Parryová          | 155. | 3.       |
| Španělsko                                                                       | Aliona Bolsovová | Venezuela | Andrea Gámizová         | 165. | 4.       |
| Žebříček WTA k 17. červenci 2023; číslo je součtem umístění obou členek dvojice |                  |           |                         |      |          |

## Přehled finále

### Ženská dvouhra
- Elisabetta Cocciarettová vs.  Clara Burelová, 7–5, 4–6, 6–4

### Ženská čtyřhra
- Anna Bondárová /  Diane Parryová vs.   Amina Anšbová /  Anastasia Dețiuc, 6–2, 6–1